# 埃斯塔尔
埃斯塔尔是德国莱茵兰-普法尔茨州的一个市镇。总面积15.51平方公里，总人口1433人，其中男性751人，女性682人（2011年12月31日），人口密度92人/平方公里。